# Койсанские народы

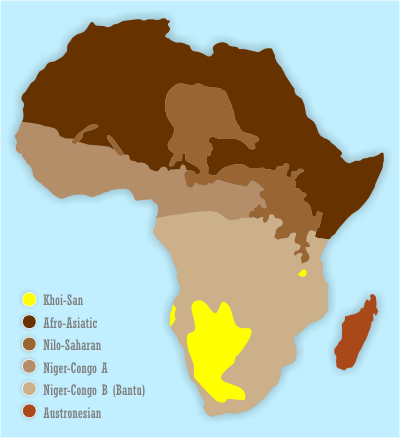
'

Койсанские народы — условное название группы народов Южной Африки, представители которых говорят на койсанских языках и/или принадлежат к капоидной расе.
Включают бушменов и готтентотов.
Сам термин «койсан» (< нама khoi «человек» + san «бушмен») был предложен в 1928 году этнографом Л. Шульце для обозначения общего физическо-расового типа этих народов. В 1963 году Дж. Гринберг связал с этим термином предложенную им ранее макросемью, которую он сам сначала называл «Click languages». В качестве обоснования этой гипотезы Гринберг указал на некоторые типологические сходства и лексические параллели, а главное — на наличие в этих языках щёлкающих согласных (кликов).
Учёными было подтверждено, что койсанские народы с древнейших времён были изолированы от остального человечества. Среди них были обнаружены группы, живущие порознь в течение 30 тысяч лет. Научные работы с результатами исследований вышли в журналах Science и Nature Communications.
Генетики провели анализ однонуклеотидных полиморфизмов (SNP) в хромосомной ДНК представителей разных африканских племён. Согласно опубликованным данным анализа митохондриальной ДНК, койсанские народы принадлежат к субкладе L0d митохондриальной гаплогруппы L0. Разделение гаплогруппы L0 (мтДНК) на субклады L0k и L0d произошло свыше 100 тысяч лет назад в Африке. Обе популяции людей вновь слились в каменном веке, при этом признаки первой популяции присутствуют у большинства народов земли, а признаки второй популяции наиболее заметны у койсанских народов, живущих на юге Африки.
Исследование Y-хромосомы показало, что койсанские народы являются носителями Y-хромосомных гаплогрупп A и B.
Современные койсанские народы имеют до 30% генетического материала, полученного в результате недавнего обмена генами с восточноафриканцами и евразийцами.